# Jacob Gerard Patijn
Jacob Gerard Patijn (Wadenoijen, 7 april 1836 - Den Haag, 27 maart 1911) was een Nederlands jurist en liberaal politicus. Hij was tevens burgemeester van Den Haag. In 1861 trouwde hij met Adriana Jacoba Clasina Veeren.

## Zijn jeugd
Patijn, lid van de familie Patijn was een zoon van hervormd predikant Daniël Theodorus Francois Patijn en Anna Elisabeth Elias. In 1849 gaat Patijn naar het gymnasium in Den Haag. Na het gymnasium studeert hij rechten in Utrecht waar hij lid wordt van de studentenvereniging Mutua Fides.

## Zijn werk

#### Jurist
De eerste paar jaren werkt hij voor het Openbaar Ministerie in Doetinchem (1860-1863) en Maarssen (1863-1865). Dan wordt hij substituut-Officier van Justitie in Brielle en Rotterdam en Officier van Justitie in Rotterdam.

#### Raads- en Tweede Kamerlid
In 1871 wordt hij gemeenteraadslid in Rotterdam. J. van Vollenhoven (1814-1889) is dan burgemeester. In die jaren probeert de stad haar bewoners te voorzien van een gemeentelijk waterleidingnet, vooral om een nieuwe cholera epidemie te voorkomen. Mede op advies van Patijn wordt een commissie ingesteld om te onderzoeken of ook een waterzuiveringsinstallatie van Maaswater kan worden gebouwd op het terrein van het waterleidingbedrijf.
In 1872 komt Patijn tevens in het College van Regenten Gevangenissen in Rotterdam.

In 1877 wordt hij lid van de Tweede Kamer voor het kiesdistrict Gouda.

#### Burgemeester
Van 1882 - 1887 is Patijn burgemeester van Den Haag. Het is een periode waarin veel in Den Haag verandert. Van groot belang is de aanleg van het Verversingskanaal (1886), hetgeen betekent dat er een verbinding komt tussen de binnenhavens en de Noordzee. Het wordt nu mogelijk om het water in de Haagse grachten te verversen. 
In 1885 opent hij het Kurhaus, in 1886 brandt het weer af. Het in 2007 gesloopte zwembad aan de Mauritskade is uit zijn tijd, evenals het oudste deel van de Passage (1885).
In 1887 gebeurt iets vreemds. Terwijl koningin Emma en de 6-jarige prinses Wilhelmina op de 70ste verjaardag van Willem III, 17 februari, een rijtoer maken, slaan de paarden op hol. Hoe ze tot stilstand komen, is niet geheel bekend. De ene versie zegt dat de koetsier de paarden weer in bedwang kreeg, Patijns versie zegt dat het rijtuig in botsing is gekomen met een ander rijtuig. Op 8 september 1887 neemt hij ontslag als burgemeester.
- In 1883 laat hij door architect H. Wesstra Jr een van de vier huizen aan het Bankaplein bouwen (nummer 3).
- De Burgemeester Patijnlaan in de Archipelbuurt is naar hem genoemd.

#### Hoge Raad en Commissaris van de Koningin
Patijn wordt weer een paar maanden lid van de Tweede Kamer, nu voor het kiesdistrict Schiedam. Per 1 mei 1888 advocaat-generaal bij de Hoge Raad der Nederlanden. Dat blijft hij totdat hij twaalf jaar later Commissaris van de Koningin wordt in Zuid-Holland. Hij blijft commissaris tot zijn overlijden in 1911, maar wordt in juni 1907 ook lid van de Raad van State in buitengewone dienst.

## Onderscheidingen
- Ridder in de Orde van de Nederlandse Leeuw (10 maart 1881)
- Commandeur in de Orde van de Eikenkroon (10 augustus 1887)

- Biografisch Portaal: 81367852
- Digitale Bibliotheek voor de Nederlandse Letteren: pati001
- International Standard Name Identifier: 0000 0003 9398 5074
- Nederlandse Thesaurus van Auteursnamen: 07024894X
- Parlement.com: vg09ll487qzl
- Virtual International Authority File: 288414496
- WorldCat: E39PBJk9739w9Rv8YHdY7t384q